# Fulgence Fresnel
Pour les articles homonymes, voir Fresnel.
Fulgence Fresnel, né le 15 avril 1795 à Mathieu  et mort le 30 novembre 1855 à Bagdad, est un diplomate et orientaliste français.

## Biographie
Frère du physicien Augustin Fresnel, Fresnel s’occupa successivement de sciences, de littérature et de langues, traduisit quelques ouvrages de Berzelius, des contes de Tieck, et des fragments d’un roman chinois, puis étudia particulièrement la langue et l’histoire des Arabes.
Élève de Silvestre de Sacy, il alla suivre, à Rome, en 1826, les cours des Maronites de la Propagande. Il visita le Caire en 1831. Nommé agent consulaire de France, en 1837, puis consul à Djeddah, il y rencontra des descendants des Himyarites, et, avec les notions qu’ils lui donnèrent sur leur langue, parvint à déchiffrer d’antiques inscriptions, tracées par ce peuple antérieur à Mahomet.

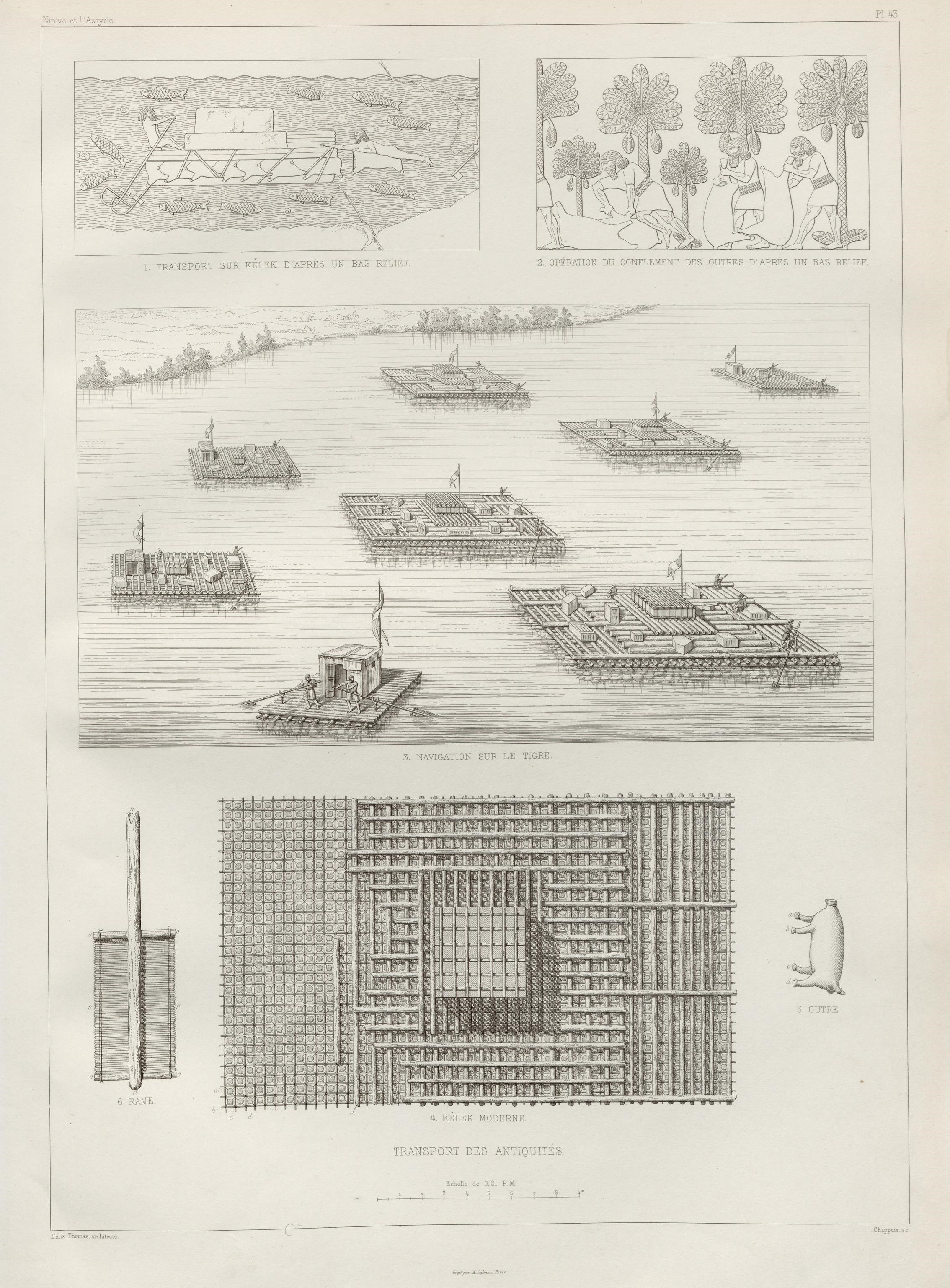
Convoi de radeaux (Keleks) qui descendait le Tigre chargé d'antiquités en 1855 (V Place, 1867)

Il rejoint Paris pour des raisons de santé, puis reçoit en 1852 la direction de l'expédition scientifique et artistique de Mésopotamie et de Médie, à laquelle participent également Félix Thomas, Jules Oppert et Edouard Perreymond, chargée par le gouvernement français d’explorer les antiquités de la Mésopotamie. Le "matériel archéologique trouvé à Babylone, soit une quarantaine de caisses, sombra dans le Tigre le 20 mai 1855, près de Kournah, à la suite d'une énième tentative de pillage de l'embarcation sur laquelle se trouvaient les pièces",. Les efforts ultérieurs pour récupérer les antiquités perdues à Al-Qurnah, y compris une expédition japonaise en 1971-2, ont été en grande partie infructueux,.
Lorsque l’expédition fut rappelée à Paris, il décida de rester à Bagdad, où il meurt de la peste en 1855. 
Le Journal asiatique accueillit les principaux travaux de Fresnel, notamment ses traductions de Fragments chinois (1822-23), celle du Poème de Schanfara (1834) ; des Lettres sur l’histoire des Arabes avant l’islamisme (1837 et suiv.), et ses Explications d’inscriptions himyarites (1838, 1845 et suiv.).

## Famille

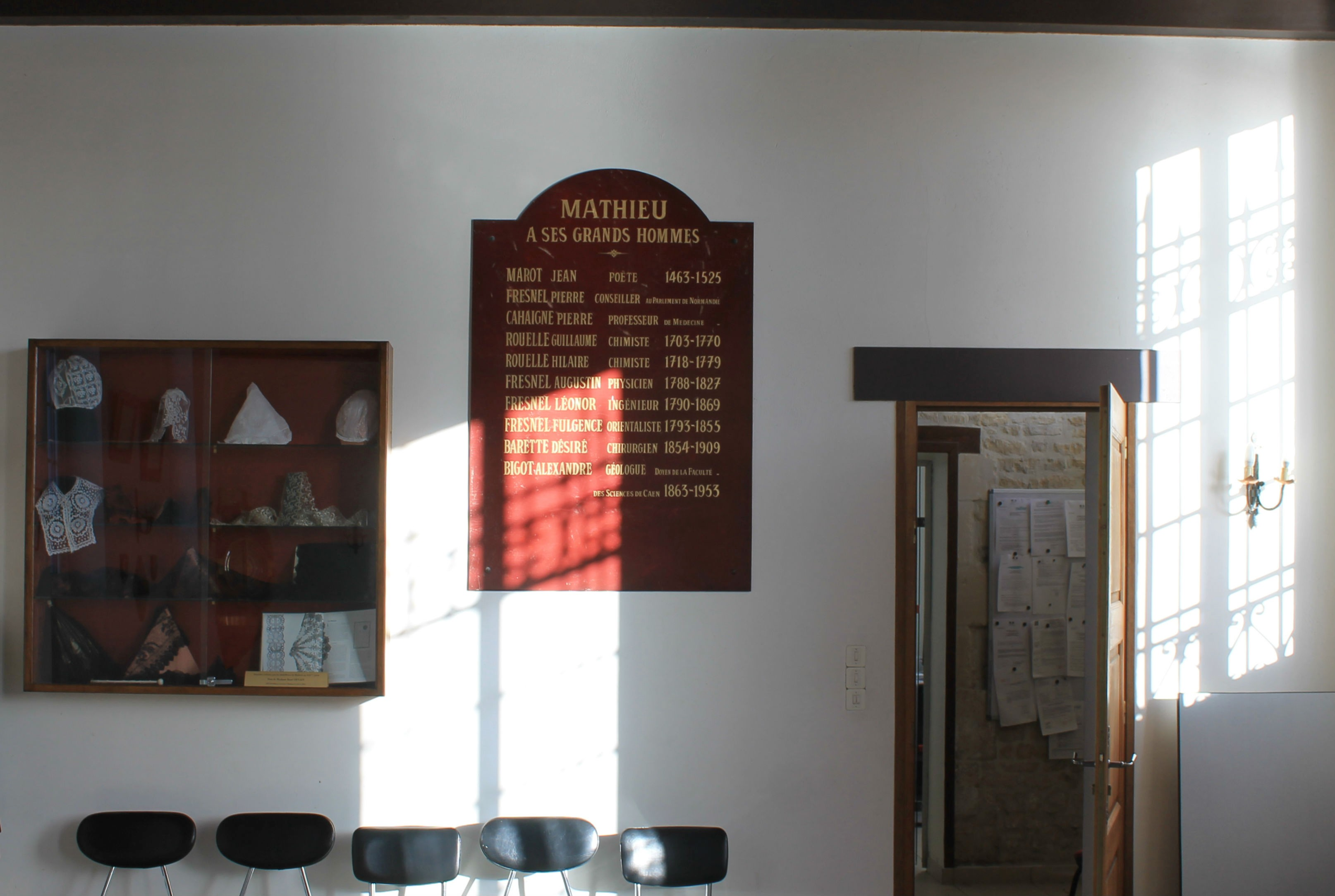
Le nom de Fulgence Fresnel sur la plaque mentionnant les grands hommes de Mathieu, dans la salle de réception de la mairie.

- Jacques Fresnel (Mathieu, 26 mars 1755-Caen, 4 janvier 1805), architecte, marié le 20 janvier 1785 avec Charlotte Augustine Mérimée (1755-1833), fille de François Mérimée, avocat au parlement de Rouen et intendant du maréchal de Broglie, sœur de Léonor Mérimée et tante de Prosper Mérimée, dont il a eu :
  - Louis-Jacques Fresnel (Broglie, 1786-Jaca, 1809), lieutenant d'artillerie,
  - Augustin Fresnel ;
  - Léonor François Fresnel (Mathieu, 1790-Paris, 1869), ingénieur en chef des ponts et chaussées ;
  - Fulgence Fresnel (Mathieu, 1795-Bagdad, 1855), orientaliste.

## Publications

### Ouvrages
- L’Arabie vue en 1837-1838, Paris, Imp. nationale, 1871 ;
- « Lettre à M. Caussin de Perceval », 27 avril 1850, Journal asiatique, octobre 1850 ;
- Cinquième Lettre sur l’histoire des Arabes avant l’islamisme à M. Stanislas Julien, Djeddah, février 1838 ;
- « L'Arabie », dans Revue des deux Mondes, vol. 17, 1839
- Expédition scientifique en Mésopotamie, exécutée… de 1851 à 1854, par MM. Fulgence Fresnel, Félix Thomas et Jules Oppert, publiée par Jules Oppert ;
- Extraits d’une lettre de M. Fresnel… à M. Jomard,… sur certains quadrupèdes réputés fabuleux ;
- Lettre sur la géographie de l’Arabie ;
- Lettre sur la topographie de Babylone, écrite à M. Mohl ;
- Lettres sur l’histoire des Arabes avant l’islamisme, 1837 ;
- Lettres… à M. Mohl ;
- Mémoire de M. Fresnel, consul de France à Djeddah, sur le Waday (1848-1850) ;
- Notice sur le voyage de M. de Wrède dans la vallée de Doan et autres lieux de l’Arabie méridionale ;
- Notice sur les sources du Nil, à l’occasion d’une découverte récente ;
- « Essai de discussion des documents relatifs au cours supérieur du Nil Blanc... », Bulletin de la Société de géographie, Paris, vol. 14,‎ 1850, p. 361-380 (lire en ligne) ;
- Nouvelles et mélanges. Lettre à M. le rédacteur du Journal asiatique, 2 mai 1839 ;
- Pièces relatives aux inscriptions himyarites découvertes par M. Arnaud, [Signé : Arnaud et F. Fresnel] ;
- Recherches sur les inscriptions himyariques de San’à, Khariba, Mareb, etc..

### Traduction
- Jöns Jacob Berzelius, De l’emploi du chalumeau dans les analyses chimiques et les déterminations minéralogiques, traduit du suédois par F. Fresnel, Paris, Librairie médicale de Méquignon-Marvis, 1843